# Семашки
 Семашки гербу Лебідь (пол. Siemaszkowie) — боярський, з часом шляхетський рід. Був представлений у Волинському воєводстві. «Волинська метрика» 1528 року згадує Василя, Фелікса (пол. Szczęsny), Богдана, Михайла Семашковичів — синів Семашка.

## Представники
- Семашко Єпифанович — член ради великого князя Свидригайла Ольгердовича 1434—1435[1]
- у 1602 році Луцьким старостою і ключником був Микола Семашко, який продав Яну Кашевському м. Острожець з присілками у Луцькому пов. Волинського воєводства за 12 000 кіп литовських грошів.[2]

- Михайло
  - Петро[3] — староста луцький 1551, крем'янецький, писар литовський 1552, дружина — Боговитинівна
    - Ярош
    - Василь — дідич села Добрятин, хорунжий волинський, сейм 1611 року призначив його депутатом для ревізії книг земських та гродських луцьких
    - Петро

  - Василь (пом. 1561) — луцький замковий суддя, через кілька років після нього померли всі сини; вдова (перший чоловік Олени Болбас, дочки Григорія[4]) стала дружиною Івана Чаплича (київського каштеляна[4]), батькові маєтності була змушена передати під опіку найближчому родичу померлого чоловіка Олександрові[5]
    - Богдана — дружина князя Януша Четвертинського (†1570), Захарія Ванька Лагодовського, Станіслава Каменецького — дідича Залізців

  - Богдан — ковельський староста, писар королеви Бони, дружина — княжна Анна Путята, дідичка Тучина
    - Олександр на Хупкові (Губкові) — підкоморій володимирський, брацлавський каштелян, староста луцький, першим перейшов з православ'я на католицтво, дружина — Анастасія Волович
      - Варавара (Барбара), дружина Адама Боговитина
      - Микола — брацлавський каштелян, староста луцький, прихильно ставився до домініканців
- Станіслав — канонік жмудський

- Щенсна — дружина Яна Харленського (†1616, підкоморій луцький)
- Дружиною одного з Семашків на ім'я Василь була княжна Олександра Іванівна Чорторийська, донька князя Івана Івановича (†1581); та Еви Корсак.[6]
- Олександра Петрівна Семашко — третя дружина князя Андрія Курбського, який 1581 року перед військовим походом заповів їй та їх дітям все майно.[7]